# Zima Blue
Zima Blue es el décimo cuarto episodio de la primera temporada de Love, Death & Robots. Es el episodio número 14 de la serie en general el cual tiene una duración de 1:30. Está basada en la historia corta homónima de Alastair Reynolds. El episodio trata de Zima, un muy reconocido artista, que acepta dar una entrevista a una reportera después de muchos años evadiendo las cámaras, donde finalmente Zima contará su pasado y su ascenso a la fama antes de dar a conocer su obra final. Se estrenó el 15 de marzo de 2019 en Netflix.

## Argumento
En un mundo moderno, pero increíblemente futurista, una reportera llamada Claire Markham es transportada por mar en un veloz aerodeslizador similar a un bote a la aislada sede de Zima Blue, un artista de renombre mundial famoso por sus obras que contienen un tono preciso de azul. La reportera narra que Zima había rechazado sus solicitudes de entrevistas durante muchos años, pero recién ahora ha solicitado una audiencia con ella por razones que aún desconoce. La otra cosa que no puede entender sobre el misterioso artista es qué se supone que es "Zima Blue" en términos de color, porque no es el cielo o el mar. Claire explica cómo este artista dejó su huella en el mundo del arte. Nadie sabe realmente nada de él. Sin embargo, se especula que comenzó en el retrato. Por magnífico que fuera, nunca estuvo satisfecho con la forma humana. Pensó en ello como "un tema demasiado pequeño". Su búsqueda de un significado más profundo lo llevó a mirar profundamente en el cosmos, lo que a su vez lo llevó a pintar enormes murales de diversas formaciones cósmicas, como planetas y nebulosas. Uno de sus murales más recientes fue presentado con un pequeño cuadrado azul pintado en el centro. Ese mural fue el precursor durante varias décadas de murales que continuaron evolucionando, con la forma azul volviéndose más dominante. Así fue como el artista se ganó el nombre de "Zima Blue". Un día, reveló un mural completamente azul, que todos creían que era lo más lejos que podía llevar las cosas. Sin embargo, los murales se convirtieron en vallas publicitarias y paredes imponentes hasta que finalmente se convirtieron en cuerpos celestes completos. Sin embargo, los murales del tamaño de planetas y los cinturones de asteroides pintados con aerosol fueron solo el comienzo. Fue la ambición de Zima de llevar las cosas a los confines del universo lo que lo hizo famoso. Aunque, a pesar de su ascenso al éxito, la fama nunca fue el objetivo, y nunca estuvo satisfecho con nada de lo que cantaba.
Claire llega a su destino y es recibida por Zima Blue, un hombre intimidantemente alto con piel metálica. Explica que ha pasado más de un siglo desde que habló con la prensa y que invitó a Claire a su hogar en una isla artificial para que lo ayude a contar su verdadera historia. Claire elabora aún más la leyenda detrás de su apariencia externa: hace muchos años, visitó un planeta llamado Járkov 8, que se especializaba en mejoras biomecánicas. Zima se sometió a muchos procedimientos cibernéticos hasta el punto en que podía tolerar físicamente cualquier condición ambiental sin la carga de un traje protector e incluso trascendiendo la necesidad de oxígeno. Sus ojos fueron mejorados para ver en cualquier espectro conocido y su piel fue reemplazada con polímero presurizado. A partir de ese momento comenzó su viaje por la verdad donde aventuró el cosmos y lo abrazó con todos sus sentidos. De sus aventuras, Zima finalmente se había dado cuenta de que el cosmos decía una verdad que ni siquiera sus lienzos podían mostrar. Zima lleva a Claire a la cima de su fortaleza y le muestra el sitio de construcción que se convertirá en su pieza final; una vieja piscina que, según él, es a lo que lo llevó su búsqueda de la verdad. Explica además cómo esta piscina significa más para él de lo que nadie jamás haya conocido; Hace mucho tiempo, en el sur de California, estaba en el patio trasero de una joven inventora interesada en la robótica práctica. Ella construyó docenas de robots para hacer varios trabajos en su casa, pero se interesó particularmente en el robot que construyó para limpiar su piscina. Frotó perpetuamente las paredes de cerámica de la piscina, pero como la inventora no estaba satisfecha con el trabajo que hizo, lo actualizó con un sistema de visión a todo color y una CPU lo suficientemente potente como para procesar los datos visuales en un modelo de su entorno. Cuando terminó, el robot pudo tomar sus propias decisiones y desarrollar sus propias estrategias para limpiar su piscina. A medida que pasaba el tiempo, lo usó como conejillo de indias para otro hardware y software hasta que se volvió consciente de sí mismo. Cuando la inventora falleció, el robot pasó de un propietario a otro, cada uno añadiendo sus propias modificaciones según creyera oportuno. Con cada modificación, se volvió más "vivo", revelando que la leyenda sobre el viaje de Zima a Járkov 8 era completamente ficticia. No es un hombre con piezas de máquina en absoluto, es un androide que evolucionó a partir de un robot de limpieza de piscinas. Esa misma piscina fue desenterrada y trasladada a la parte superior de su fortaleza, donde actualmente la está restaurando y preparando para presentarla al público como su obra final.
Claire inicialmente tiene dificultades para creer que en realidad es un androide que ha evolucionado gradualmente en lugar del apuesto cyborg que todos pensaban que era. Sin embargo, Zima fue el primero en admitir que incluso él no puede creer completamente en lo que se ha convertido, y aún más en lo que era originalmente. Claire finalmente se da cuenta de que "Zima Blue" es como los fabricantes de los azulejos de cerámica para piscinas llaman el color. Una piscina de azulejos azules es donde se originó el legendario artista, y evolucionó a partir de un bloque de acero sensible con apenas la inteligencia suficiente para controlar su sentido de la dirección. En la noche de la gran inauguración, el estadio está totalmente lleno y el mundo entero (quizás toda la galaxia) espera ansioso la aparición de Zima Blue. Emerge bajo un foco con su característica capa roja y se sumerge en la piscina. Mientras nada, apaga lentamente sus funciones cerebrales superiores. En poco tiempo, se deshace de sus apéndices y desmonta completamente su cuerpo pieza por pieza para sorpresa de la multitud. Emergiendo de los restos del antiguo androide está el "él" original: la máquina fregadora de piscinas de la que evolucionó el artista desde sus humildes comienzos. Afirma que de esta manera, puede apreciar su entorno, para que pueda apreciar la satisfacción de una tarea bien hecha. La búsqueda de la verdad de Zima Blue por fin ha terminado. "Se va a casa".

## Reparto de Voces
| Personaje | Actor/Actriz original Estados Unidos | Actor/Actriz de doblaje Hispanoamérica | Actor/Actriz de doblaje España |
| --------- | ------------------------------------ | -------------------------------------- | ------------------------------ |
| Zima Blue | Kevin Michael Richardson             | Dafnis Fernández                       | Peyo García                    |
| Claire    | Emma Thornett                        | Claudia Contreras                      | Catherina Martínez             |

## Símbolos
Al finalizar el intro, se nos presenta una serie de 3 símbolos, siendo: Un corazón (❤), una equis (❌) y una cabeza robótica (🤖); reflejando amor, muerte y robots respectivamente. De ahí los símbolos cambian velozmente, acoplándose a la temática del episodio en cuestión, en cada episodio los símbolos son distintos. En Zima Blue nos presentan tres cuadrados azules (🟦).

## Lanzamiento
Zima Blue se estrenó el 15 de marzo de 2019 en Netflix junto con el resto de episodios que componen el volumen 1.